# Opéra Sauvage
Opéra Sauvage è un album del musicista greco Vangelis pubblicato dalla Polydor nel 1979 e creato come colonna sonora per l'omonimo documentario del regista Frédéric Rossif. Si tratta della quindicesima pubblicazione discografica fra album, colonne sonore e raccolte. La copertina dell'album, disegnata da Vangelis stesso, ritrae il primo piano degli occhi di un essere umano dal sesso indefinito il cui resto della testa è coperto da una sciarpa (si suppone possa essere un Tuareg).

## Descrizione
Vangelis ha prodotto quest'album durante il suo "periodo" elettronico-acustico, il quale è uno dei più prolifici della sua carriera. Opéra Sauvage presenta uno stile più simile a quello dei lavori in studio di Vangelis, con alcune sonorità tipiche della new age, piuttosto che a quello registrato negli altri due album prodotti per i documentari di Rossif, ovvero  La Fête Sauvage e L'Apocalypse des Animaux.
Vangelis suona diversi strumenti: tra questi ci sono sintetizzatori e tastiere (molto utilizzati in Rêve), batteria, percussioni, xilofono e chitarra acustica (in Chromatique). Jon Anderson suona l'arpa in Flamants Roses.
L'album è stato registrato al Vangelis' Nemo Studios di Londra, Gran Bretagna, nel biennio 1978 e 1979, con il tecnico dell'audio Keith Spencer-Allen e assistito da Marlis Duncklau e Raphael Preston.
Ha raggiunto la 42ª posizione nella classifica "Billboard top 200", restando in classifica per 39 settimane.

### Le tracce
Hymne, L'Enfant, Mouettes and Irlande sono state costruite con semplici melodie, successivamente sviluppate strumentalmente. Rêve è, come suggerisce il titolo ("Sogno", in italiano), un pezzo caratterizzato da un'atmosfera calma e sognante. Chromatique ha una linea strumentale cromatica con degli accordi di chitarra acustica. Infine Flamants Roses, in cui a suonare l'arpa è Jon Anderson, già attivo con Vangelis nel progetto Jon & Vangelis, consiste in diverse parti, da lente a ritmate, e si conclude con una melodia blues.

### Apparizioni
L'Enfant è stato incluso nella colonna sonora del film Un anno vissuto pericolosamente di Peter Weir.
Hymne è stato il jingle per la pubblicità della pasta Barilla negli anni ottanta e '90, e per l'azienda produttrice di vini americana Ernest & Julio Gallo.
Un documentario nell'edizione speciale del film Momenti di gloria raccontava che il regista Hugh Hudson voleva utilizzare L'Enfant, da lui considerata particolarmente idonea, come sfondo per i titoli d'apertura del film (prima della prima scena), prima che Vangelis si proponesse di comporre l'intera colonna sonora. Il regista allora scelse di utilizzare L'Enfant facendola suonare da una banda musicale (presente come personaggio nel film) come musica casuale. Una versione registrata nuovamente di Hymne è stata usata come musica per la scena del film che mostra la prima gara di Eric Liddel nell'Highlands scozzese.

## Tracce
1. Hymne – 2:40
2. Rêve – 12:26
3. L'Enfant – 4:57
4. Mouettes – 2:28
5. Chromatique – 3:25
6. Irlande – 4:43
7. Flamants Roses – 11:50

## Musicisti
- Vangelis - sintetizzatori e tastiere, batteria, percussioni, xilofono, chitarra acustica
- Jon Anderson - arpa (in Flamants Roses)